# Andrij Jakymiv
Andrij Andrijovyč Jakymiv (in ucraino Андрій Андрійович Якимів?, trasl. angl. Andriy Yakymiv; Červonohrad, 15 giugno 1997) è un calciatore ucraino, centrocampista del Livyj Bereh.

## Caratteristiche tecniche
È un mediano.

## Carriera
Cresciuto nel settore giovanile dell'UFK Lviv, nel 2014 ha firmato per il Karpaty con cui ha disputato il campionato riserve.
Passato allo Stal' Kam"jans'ke nel 2016, ha esordito fra i professionisti il 16 luglio 2017 disputando l'incontro di Prem"jer-liha vinto 1-0 contro lo Zorja e segnando il gol che ha deciso il match.
Al termine della stagione si è trasferito al Desna Černihiv.

## Statistiche
Statistiche aggiornate al 23 aprile 2019.

### Presenze e reti nei club
| Stagione        | Squadra           | Campionato      | Campionato | Campionato | Coppe nazionali | Coppe nazionali | Coppe nazionali | Coppe continentali | Coppe continentali | Coppe continentali | Altre coppe | Altre coppe | Altre coppe | Totale | Totale | Totale |
| Stagione        | Squadra           | Comp            | Pres       | Reti       | Comp            | Pres            | Reti            | Comp               | Pres               | Reti               | Comp        | Pres        | Reti        | Pres   | Reti   |        |
| --------------- | ----------------- | --------------- | ---------- | ---------- | --------------- | --------------- | --------------- | ------------------ | ------------------ | ------------------ | ----------- | ----------- | ----------- | ------ | ------ | ------ |
| 2017-2018       | Stal' Kam"jans'ke | PL              | 27         | 1          | CU              | 2               | 0               |                    | -                  | -                  |             | -           | -           | 29     | 1      |        |
| 2018-2019       | Desna Černihiv    | PL              | 2          | 0          | CU              | 2               | 0               |                    | -                  | -                  |             | -           | -           | 4      | 0      |        |
| Totale carriera | Totale carriera   | Totale carriera | 29         | 1          |                 | 4               | 0               |                    | -                  | -                  |             | -           | -           | 33     | 1      |        |